# Hohenwald
Hohenwald is een plaats (city) in de Amerikaanse staat Tennessee, en valt bestuurlijk gezien onder Lewis County.

## Demografie
Bij de volkstelling in 2000 werd het aantal inwoners vastgesteld op 3754.
In 2006 is het aantal inwoners door het United States Census Bureau geschat op 3831, een stijging van 77 (2,1%).

## Geografie
Volgens het United States Census Bureau beslaat de plaats een oppervlakte van
11,3 km², geheel bestaande uit land. Hohenwald ligt op ongeveer 293 m boven zeeniveau.